# Dryocopus
Dryocopus és un gènere d'ocells de la família dels pícids (Picidae). Són grans picots que habiten en ambdues Amèriques i Euràsia. Una de les espècies, el picot negre, hom pot presentar a la zona nord dels Països Catalans.

## Taxonomia
Molts autors han considerat aquest gènere format per entre 6 i 8 espècies. Modernament alguns autors han separat les espècies americanes en un gènere diferent: Hylatomus (Baird, SF, 1858). La classificació del Congrés Ornitològic Internacional versió 13.2, 2023 considera 6 espècies, totes elles del gènere Dryocopus.
- Gènere Dryocopus, amb tres espècies: 
  - picot negre de les Andaman (Dryocopus hodgei).
  - picot negre pitblanc (Dryocopus javensis).
  - picot negre eurasiàtic (Dryocopus martius).
  - picot negre llistat (Dryocopus lineatus).
  - picot negre nord-americà (Dryocopus pileatus).
  - picot negre del Chaco (Dryocopus schulzii).